# Dammsjön (Gagnefs socken, Dalarna)
Dammsjön är en sjö i Gagnefs kommun i Dalarna och ingår i Dalälvens huvudavrinningsområde. Sjön har en area på 0,131 kvadratkilometer och ligger 199,1 meter över havet.

## Delavrinningsområde
Dammsjön ingår i det delavrinningsområde (671358-145575) som SMHI kallar för Mynnar i Västerdalälvens vattendragsyta. Medelhöjden är 231 meter över havet och ytan är 2,98 kvadratkilometer. Räknas de 5 avrinningsområdena uppströms in blir den ackumulerade arean 14,23 kvadratkilometer. Vattendraget som avvattnar avrinningsområdet har biflödesordning 3, vilket innebär att vattnet flödar genom totalt 3 vattendrag innan det når havet efter 245 kilometer. Avrinningsområdet består mestadels av skog (88 procent). Avrinningsområdet har 0,13 kvadratkilometer vattenytor vilket ger det en sjöprocent på 4,5 procent.